# Paullinia trigonia
Paullinia trigonia là một loài thực vật có hoa trong họ Bồ hòn. Loài này được Vell. mô tả khoa học đầu tiên năm 1829.